# 224-es busz (Budapest, 2008–2022)
A budapesti 224-es jelzésű autóbusz körforgalmi járatként közlekedett a XV. kerületet körüljárva. A szerződéses autóbuszvonal végpontja Újpalota, Szentmihályi út autóbusz-végállomás volt. A vonalat az ArrivaBus üzemeltette.

## Története
A 2008-as paraméterkönyv bevezetése előtt Palota-busz néven közlekedett. 2008. augusztus 21-én jelzése 224-esre módosult. Minden nap 11 járat indult el az Újpalota, Pólus Center megállóhelyről és ugyanide tértek vissza, a XV. kerület területét járták be.
2013. június 1-jén a végállomását áthelyezték az Újpalota, Szentmihályi úthoz. Ettől kezdve a járat betért az AsiaCenterhez is, majd a Pólus Centerhez és a fóti Auchan áruházig közlekedett. A továbbiakban az Áruházak, Kolozsvár utca, Kolozsvár utcai piac, Árvavár utca és Vásárcsarnok megállókat nem érintette.
2015. március 15-étől a fóti Auchanhoz csak az áruház nyitva tartása esetén tért be. 2016. június 1-jétől az Auchan zárva tartása esetén nem közlekedik.
2022. január 21-én a járat megszűnt, mert a finanszírozó vállalatok és a XV. kerületi Önkormányzat felmondták a szerződést.

## Útvonala
| Újpalota, Szentmihályi út → Fót, Auchan áruház → Újpalota, Szentmihályi út | Újpalota, Szentmihályi út → Fót, Auchan áruház → Újpalota, Szentmihályi út |
| --- | -------------------------------------------------------------------------- |
| Újpalota, Szentmihályi út vá. – Erdőkerülő utca – Szentmihályi út – Asia Center bekötőút – Asia Center – Asia Center bekötőút – Szentmihályi út – Nyírpalota út – Pólus Center szervizút – Újpalota, Pólus Center – Pólus Center szervizút – Nyírpalota út – Szentmihályi út – Régi Fóti út – Külső Fóti út – 2102 – Auchan bekötőút – Fóti Auchan áruház – Auchan bekötőút – 2102 – Külső Fóti út – Bogáncs utca – Esthajnal utca – Közvágóhíd utca – Csobogós utca – Fő út – Pázmány Péter utca – Bácska utca – Hubay Jenő tér – Illyés Gyula utca – Rákos út – Széchenyi út – Adria utca – Őrjárat utca – Apolló utca – Drégelyvár utca – Nyírpalota út – Zsókavár utca – Erdőkerülő utca – Újpalota, Szentmihályi út vá. |                                                                            |

## Megállóhelyei
| 0  | Újpalota, Szentmihályi út végállomás |                                                                                     |
| 0  | Újpalota, Szentmihályi út            | 46, 96, 130, 146, 175, 196, 196A, 296, 296A                                         |
| 4  | AsiaCenter                           |                                                                                     |
| 8  | Pólus Center                         |                                                                                     |
| 11 | Sárfű utca                           | 130                                                                                 |
| 12 | Rákospalotai köztemető               | 130, 196, 196A, 231                                                                 |
| 13 | Pöltenberg Ernő utca                 | 231                                                                                 |
| 14 | Fazekas sor                          | 196, 196A, 225, 231                                                                 |
| 15 | Régi Fóti út                         | 5, 96, 124, 196, 196A, 225, 231, 296, 296A                                          |
| 16 | Epres sor                            | 5, 231                                                                              |
| 17 | Juhos utca                           | 5, 104, 104A, 204, 231 308, 309, 310, 313, 314, 315, 316, 318, 319, 320, 321        |
| 18 | Szántóföld utca                      | 124 308, 309, 310, 313, 314, 315, 318, 319, 320, 321                                |
| 23 | Fót, Auchan áruház                   | 308, 309, 310, 318, 319                                                             |
| 28 | Szántóföld utca                      | 124 308, 309, 310, 313, 314, 315, 318, 319, 320, 321                                |
| 30 | Rákospalota, Bogáncs utca            | 124                                                                                 |
| 30 | Kosd utca                            | 124                                                                                 |
| 31 | Közvágóhíd utca                      | 124, 125, 170, 270                                                                  |
| 32 | Csobogós utca                        | 124, 125, 170, 270                                                                  |
| 34 | Rákospalota, Kossuth utca            | 5, 104, 104A, 125, 170, 204, 231, 270 12                                            |
| 36 | Széchenyi tér                        | 104, 104A, 125, 170, 204, 231 308, 309, 310, 313, 314, 315, 316, 318, 319, 320, 321 |
| 37 | Deák utca                            | 125                                                                                 |
| 38 | Hubay Jenő tér                       | 25, 96, 104, 104A, 124, 125, 170, 196, 196A, 204, 225, 296, 296A                    |
| 39 | Beller Imre utca                     | 96, 124, 196, 196A, 225, 296, 296A                                                  |
| 40 | Illyés Gyula utca                    | 5, 96, 124, 196, 196A, 225, 231, 296, 296A                                          |
| 41 | Rákos úti szakrendelő                | 5, 25, 96, 124, 296, 296A                                                           |
| 42 | Wesselényi utca                      | 5, 25                                                                               |
| 43 | Szent Korona útja                    | 5, 25                                                                               |
| 44 | Széchenyi út                         | 5, 25, 125                                                                          |
| 45 | Opál utca                            | 5, 225                                                                              |
| 46 | Észak-Pesti Kórház                   |                                                                                     |
| 48 | Sztárai Mihály tér                   | 124, 231                                                                            |
| 49 | Thököly út                           | 7, 8E, 108E, 231, 277                                                               |
| 50 | Madách utca                          | 7                                                                                   |
| 50 | Fő tér                               | 7, 7E, 8E, 46, 96, 108E, 130, 133E, 146, 196, 196A, 296, 296A 69                    |
| 52 | Erdőkerülő utca                      | 46, 96, 130, 146, 196, 196A, 296, 296A 69                                           |
| 53 | Erdőkerülő utca 27.                  | 46, 96, 130, 146, 196, 196A, 296, 296A                                              |
| 54 | Újpalota, Szentmihályi út            | 46, 96, 130, 146, 175, 196, 196A, 296, 296A                                         |
| 54 | Újpalota, Szentmihályi út végállomás | 46, 96, 130, 146, 175, 196, 196A, 296, 296A                                         |